# غيفن سينغولوما
غيفن سينغولوما (بالإنجليزية: Given Singuluma)‏ (مواليد 19 يوليو 1986) هو لاعب كرة قدم زامبي دولي يلعب حاليًا لصالح نادي تي بي مازيمبي الكونغولي.

## روابط خارجية
- غيفن سينغولوما على موقع الاتحاد الدولي (مؤرشف)  (الإنجليزية)
- غيفن سينغولوما على موقع قاعدة بيانات كرة القدم.إي يو (الإنجليزية)
- غيفن سينغولوما على موقع ناشيونال فوتبول تيمز (الإنجليزية)
- غيفن سينغولوما على موقع Soccerway.com (الإنجليزية)
- غيفن سينغولوما على موقع عالم كرة القدم.نت (الإنجليزية)
- غيفن سينغولوما على موقع AS.com (الإسبانية)